# Smithville (Tennessee)
Smithville es una ciudad ubicada en el condado de DeKalb en el estado estadounidense de Tennessee. En el Censo de 2010 tenía una población de 4.530 habitantes y una densidad poblacional de 296,05 personas por km².

## Geografía
Smithville se encuentra ubicada en las coordenadas 35°57′30″N 85°49′16″O / 35.95833, -85.82111. Según la Oficina del Censo de los Estados Unidos, Smithville tiene una superficie total de 15.3 km², de la cual 15.3 km² corresponden a tierra firme y (0%) 0 km² es agua.

## Demografía
Según el censo de 2010, había 4.530 personas residiendo en Smithville. La densidad de población era de 296,05 hab./km². De los 4.530 habitantes, Smithville estaba compuesto por el 87.48% blancos, el 1.99% eran afroamericanos, el 0.22% eran amerindios, el 0.24% eran asiáticos, el 0.02% eran isleños del Pacífico, el 8.9% eran de otras razas y el 1.15% pertenecían a dos o más razas. Del total de la población el 11.74% eran hispanos o latinos de cualquier raza.